# Морингуевые
Морингуевые (лат. Moringuidae) — семейство морских лучепёрых рыб из отряда угреобразных.

## Внешний вид и строение
Морингуевых угрей из-за длинного и тонкого тела называют также «спагетти-угрями», в основном это небольшие рыбки, хотя некоторые (Moringua ferruginea) имеют длину тела до 140 см. Лобные кости разделены (соединяются швом). Тело лишено чешуи. Жаберные отверстия расположены низко. Редуцированные до низких складок спинной и анальный плавники сдвинуты назад, грудной плавник от маленького до еле заметного. Маленькие глаза покрыты кожей.

## Распространение
Виды семейства широко распространены в тропической зоне Атлантического, Индийского и Тихого океанов. Некоторые виды рода Moringua обнаружены в пресных водах.
Ведут скрытный образ жизни, некоторые виды живут в песчаных норках. Закапываются головой вперёд.

## Развитие
Лептоцефал морингуевых угрей достигает длины 65 мм, его стекловидно прозрачное тело позволяет увидеть кишечник с характерной петлёй перед анальным отверстием. На переднем вздутии кишечника расположены большие древовидно разветвленные пигментные клетки — хроматофоры. Стадия личинки продолжается 5—6 месяцев.

## Систематика
В состав семейства включают 2 рода с 14 видами:
- Род Морингуа (Moringua)[1]
  - Moringua abbreviata
  - Moringua arundinacea
  - Двухцветная морингуа (Moringua bicolor)[1]
  - Moringua edwardsi
  - Moringua ferruginea
  - Яванская морингуа (Moringua javanica)[1]
  - Moringua macrocephalus
  - Moringua macrochir
  - Moringua microchir
  - Moringua penni
  - Moringua raitaborua
- Род Неоконгеры (Neoconger)[1]
  - Остроконечный неоконгер (Neoconger mucronatus)[1]
  - Neoconger tuberculatus
  - Neoconger vermiformis